# Ingolf Wiegert

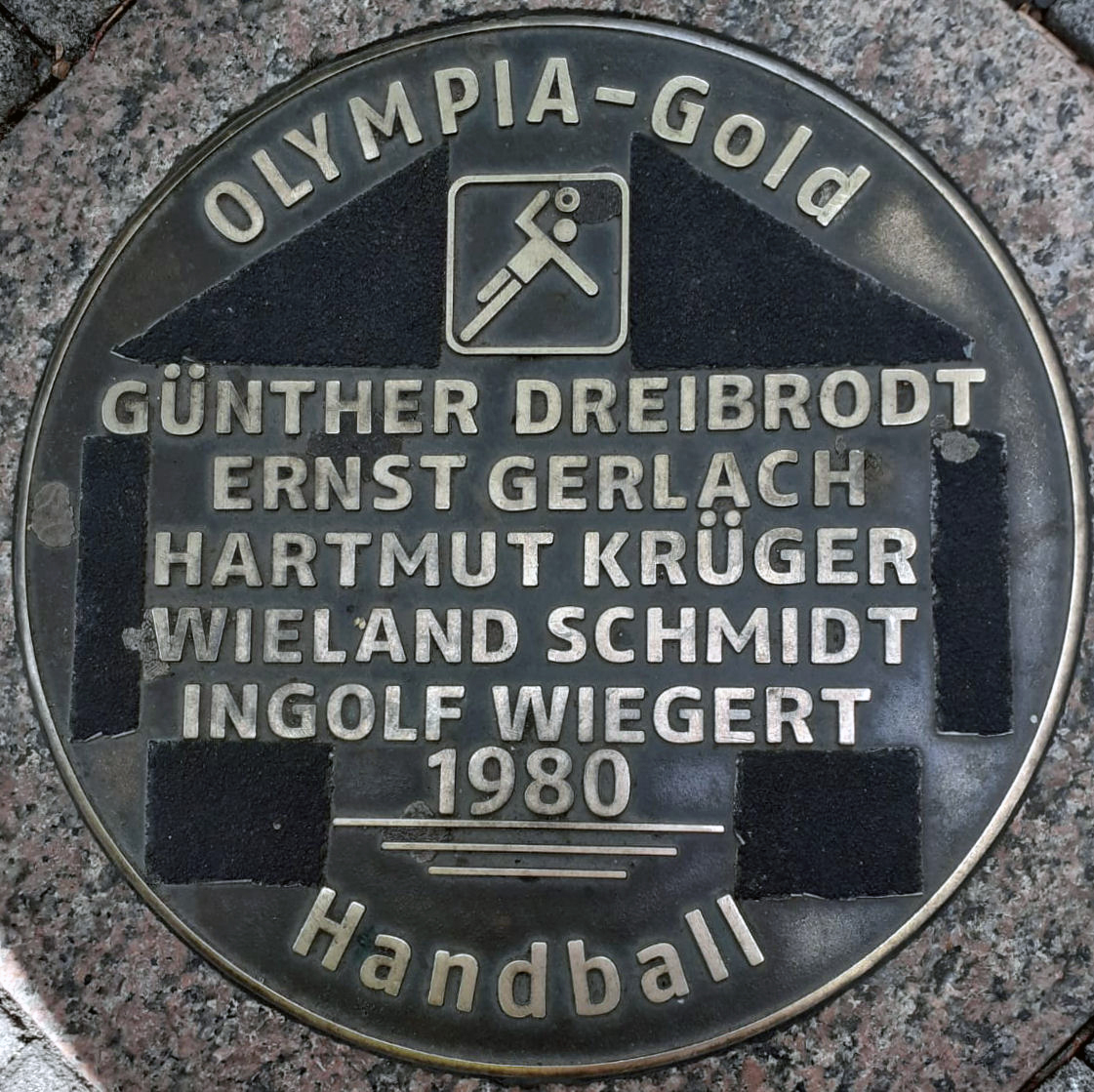
Sports Walk of Fame in Magdeburg

Ingolf Wiegert (* 3. November 1957 in Magdeburg) ist ein ehemaliger DDR-Handballspieler.

## SC Magdeburg
Wiegert begann bei TuS Fortschritt Magdeburg mit dem Handballsport und wechselte dann zum Leistungszentrum SC Magdeburg. Mit 19 Jahren gab er sein Debüt in der DDR-Oberliga. Schnell etablierte sich der Kreisläufer als Nachfolger des zurückgetretenen Wolfgang Lakenmacher. Mit dem SCM wurde er insgesamt sieben Mal DDR-Meister und vier Mal DDR-Pokalsieger. Außerdem gewann er mit dem SCM 1978 und 1981 den Europapokal der Landesmeister.
1983 wurde er zum Handballer des Jahres gewählt.

## Nationalmannschaft
Wiegert absolvierte 225 Länderspiele für die DDR-Nationalmannschaft. Er war Mitglied der Mannschaft, die bei den Olympischen Spielen 1980 in Moskau Olympiasieger wurde. Den Titel konnte er in Los Angeles 1984 wegen des Boykotts der DDR nicht verteidigen. An den Olympischen Sommerspielen 1988 in Seoul konnte er wegen eines Achillessehnenrisses, den er sich im Januar 1988 zugezogen hatte und der seine Karriere beendete, ebenfalls nicht teilnehmen.
1978 und 1986 wurde er mit der DDR bei der Handballweltmeisterschaft jeweils Dritter. Für seine Leistungen in der Nationalmannschaft wurde er 1980 mit dem Vaterländischen Verdienstorden in Silber und 1984 in Gold ausgezeichnet.

## Trainer
Nach seiner Spielerkarriere wurde er Nachwuchstrainer beim SCM und erreichte 1990 mit der A-Jugend die DDR-Vizemeisterschaft. 1993/1994 trainierte er die Bundesligamannschaft des SCM. Von 1994 bis 1995 war er Bundestrainer der Frauennationalmannschaft. 1997 übernahm er das Traineramt bei der SG Eintracht Glinde und führte den „Dorfverein“ in der Nähe von Schönebeck innerhalb von fünf Jahren von der Bezirksklasse bis in die Regionalliga. 2005 trat er wegen Differenzen über die weitere Entwicklung des Vereins zurück.
Wiegert arbeitet als Lehrer am Magdeburger Sportgymnasium und trainiert Nachwuchshandballer in Kempa-Trainingscamps.

## Zitat
„Er ist der Mann mit den Kugellagern in den Hüften, der wie nasse Seife war, schlüpfrig und nicht festzuhalten.“

## Privates
Wiegert ist verheiratet, der ehemalige Bundesligaspieler und aktuelle Trainer der Bundesligamannschaft des SC Magdeburg Bennet Wiegert ist sein Sohn.